# Prosinec 2018

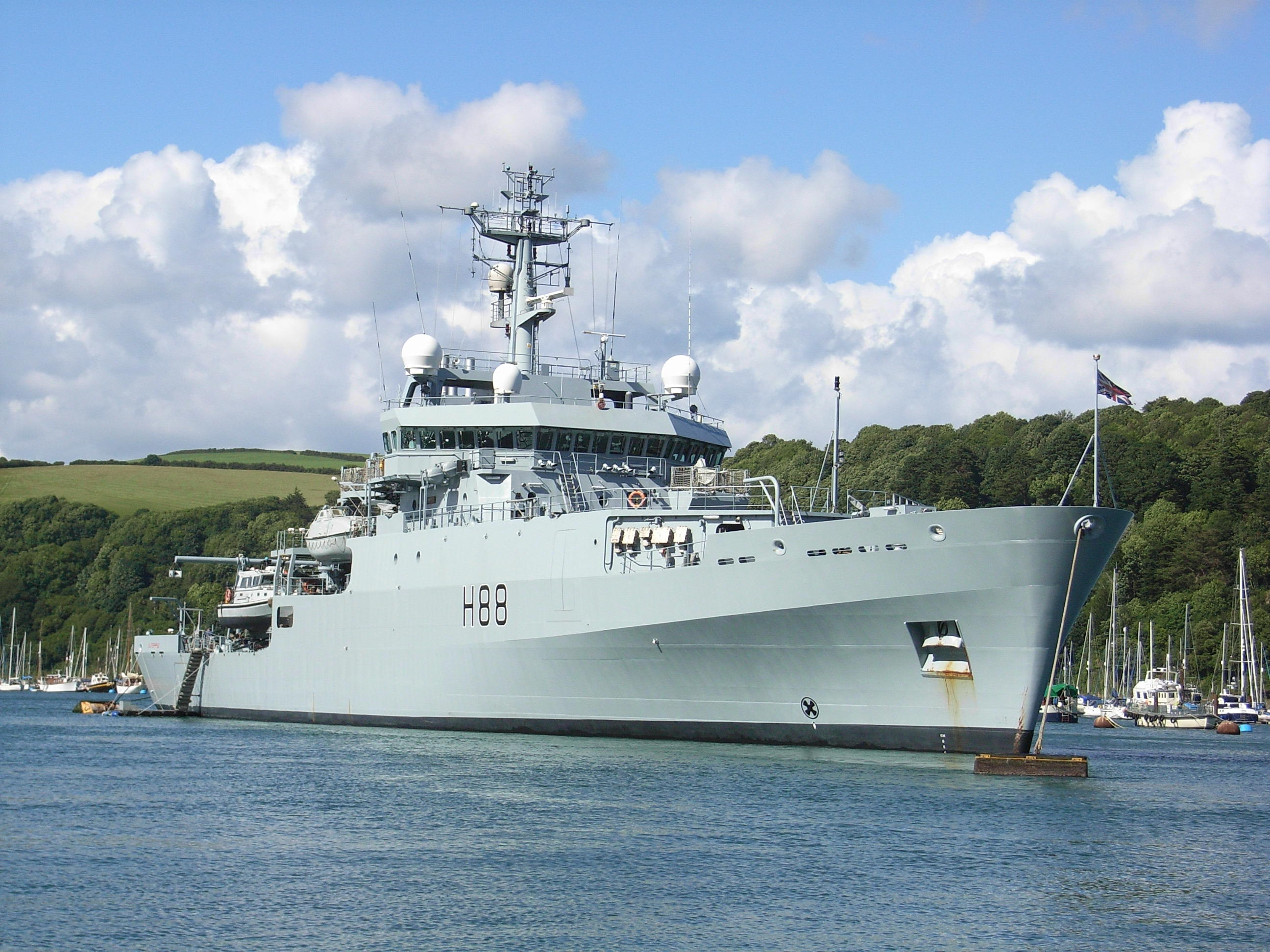
HMS Echo

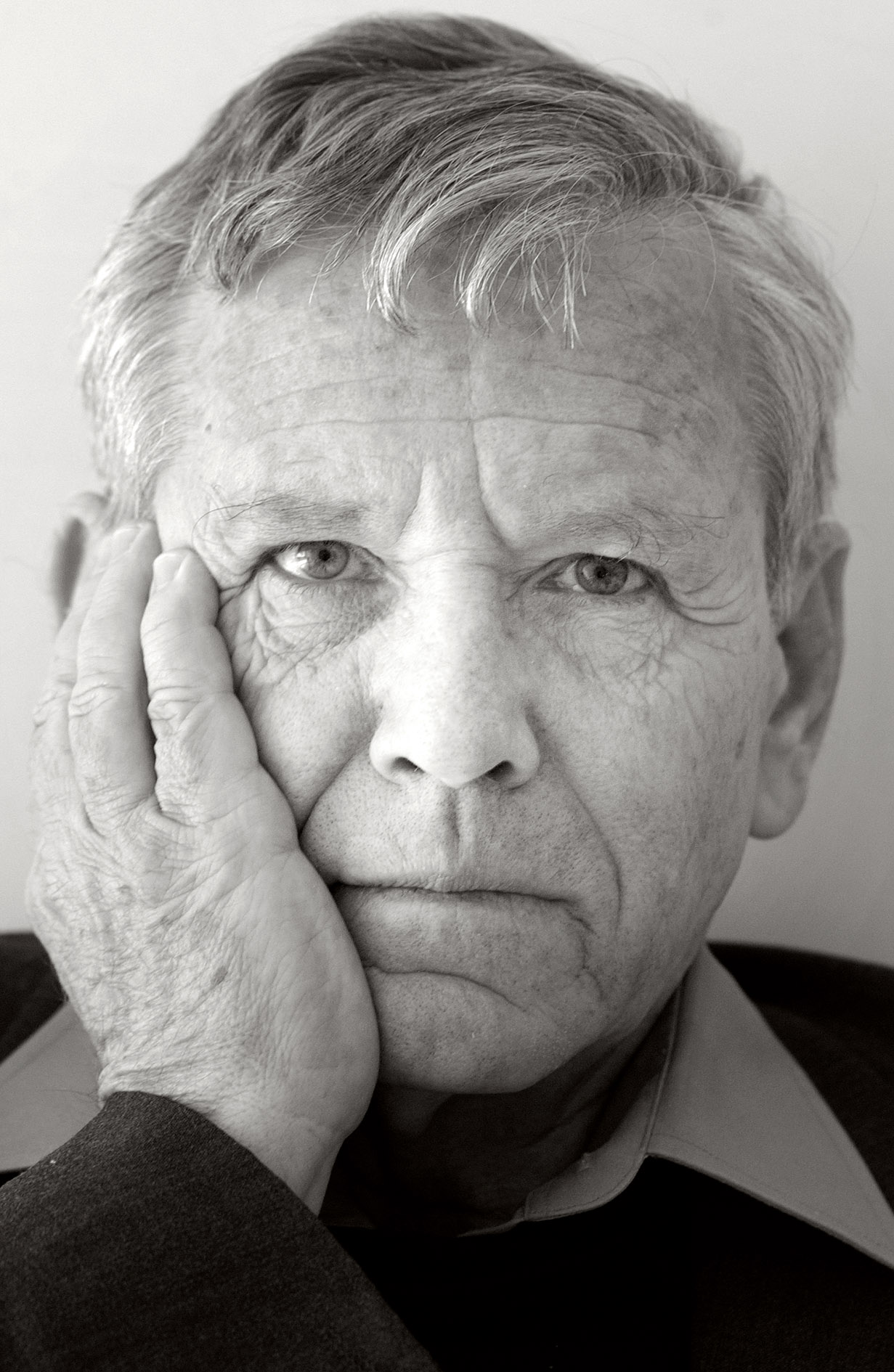
Amos Oz

Toto je archivovaný článek z portálu Aktuality.
1. prosince – sobota
 Skončila 7. řada pořadu Česko Slovensko má talent. Na prvním místě se umístila bubenice Nikoleta Šurinová, na druhém místě rapper Boki a na třetím místě zpěvačka Ružena Kováčová.
3. prosince – pondělí
 Katar oznámil, že v lednu 2019 vystoupí z Organizace zemí vyvážejících ropu.
 Chorvatský fotbalista Luka Modrić byl za výkony v roce 2018 oceněn Zlatým míčem. V ženské kategorii ocenění získala Ada Hegerbergová z Norska.
4. prosince – úterý

Asteroid Bennu

 Americká sonda OSIRIS-REx dorazila k planetce 101955 Bennu (na obrázku).
 Nigel Farage ukončil členství ve Straně nezávislosti Spojeného království, jejímž předsedou byl v letech 2006 až 2016.
7. prosince – čtvrtek
 Čína vyslala z kosmodromu Si-čchang lunární sondu Čchang-e 4, která má za cíl zkoumat odvrácenou stranu Měsíce.

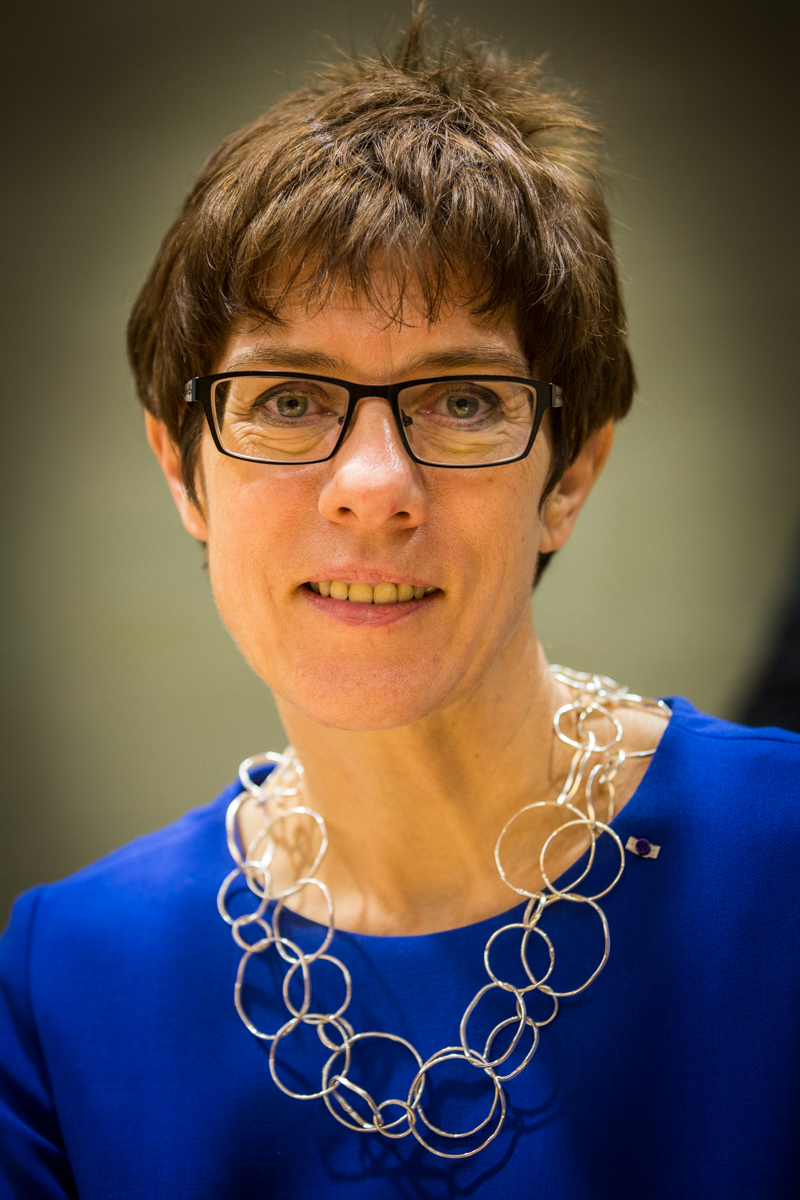
Annegret Krampová-Karrenbauerová

 Annegret Krampová-Karrenbauerová (na obrázku) byla zvolena novou předsedkyní německé CDU.
9. prosince – neděle
 Ve finále Poháru osvoboditelů zvítězili fotbalisté River Plate nad Boca Juniors a pohár získali počtvrté.
10. prosince – pondělí
 Vlnu protestů a nesouhlasu vyvolal nový ukrajinský zákon, který staví ukrajinské nacionalisty Banderovce bojující po boku nacistů za druhé světové války a po ní proti Rudé armádě na roveň válečných veteránů, kteří bojovali proti Německu.
11. prosince – úterý

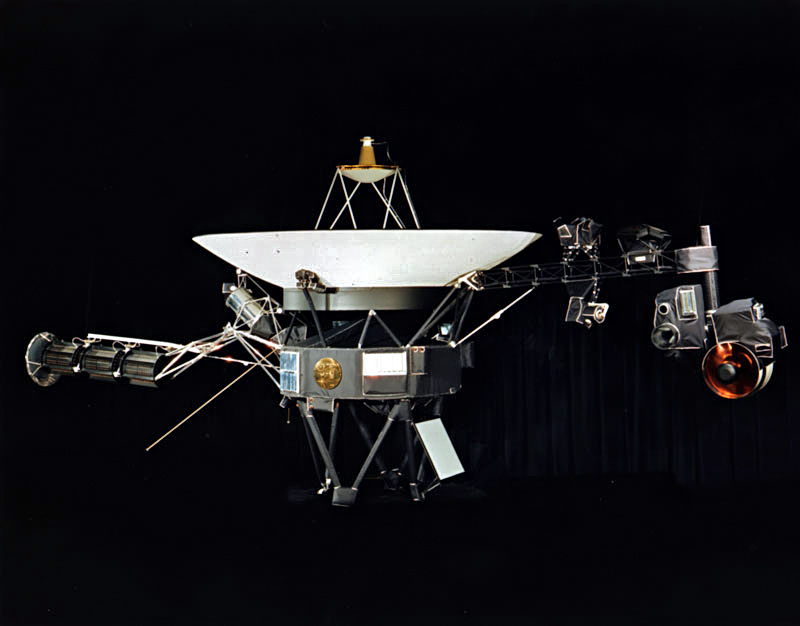
Voyager 2

 NASA oznámila, že sonda Voyager 2 (na obrázku) vypuštěná roku 1977 opustila heliosféru a jako druhá kosmická sonda vstoupila do mezihvězdného prostoru.
 Nejméně tři lidé byli zabiti při teroristickém útoku poblíž katedrály Notre-Dame ve Štrasburku.
 Osobnostmi roku časopisu Time bylo jmenováno deset novinářů čelících státnímu útlaku nebo zabitých při výkonu povolání. Konkrétně jde o novináře Džamála Chášukdžího, filipínskou redaktorku Marii Ressu, barmské novinářky Wa Lone a Kyaw Soe Oo, a redakci deníku The Capital Gazette.
12. prosince – středa
 Premiérka Spojeného království Theresa Mayová dostala v tajném hlasování důvěru členů své domovské Konzervativní strany a pokračuje nadále ve všech svých politických funkcích.
 Papež František odvolal australského preláta George Pella a chilského preláta Francisca Javiera Errázurize Ossy z Rady kardinálů. Oba jsou obviněni ze zakrývání sexuálního zneužívání dětí.
13. prosince – čtvrtek
 Organizace spojených národů má podle dohody převzít kontrolu nad jemenským přístavem Hudajda s cílem zmírnit probíhající hladomor v zemi.
 Tisíce lidí protestují již druhý den v Budapešti proti novele zákoníku práce týkající se přesčasů. Ve středu v noci vyústila demonstrace v násilnosti.
 Již třetí den dochází ke kolapsům provozu na rozestavěných úsecích dálnice D1 v oblasti Českomoravské vysočiny v důsledku silného sněžení, tvorby náledí a nedostatečné připravenosti silničářů. Některá vozidla uvízla v kolonách o délce desítek kilometrů až na dobu 14 hodin.
 Francouzská policie dopadla a zastřelila pachatele teroristického útoku ve Štrasburku.
 Fotbalisté brazilského Paranaense zvítězili nad kolumbijským týmem Atlético Junior Barranquilla až v penaltovém rozstřelu a získali poprvé trofej Copa Sudamericana.
14. prosince – pátek
 Kosovský parlament schválil přeměnu Kosovských bezpečnostních sil na pravidelnou armádu a Srbsko poté opakovaně vydalo varování, že tento krok ohrozí mír v regionu.
15. prosince – sobota

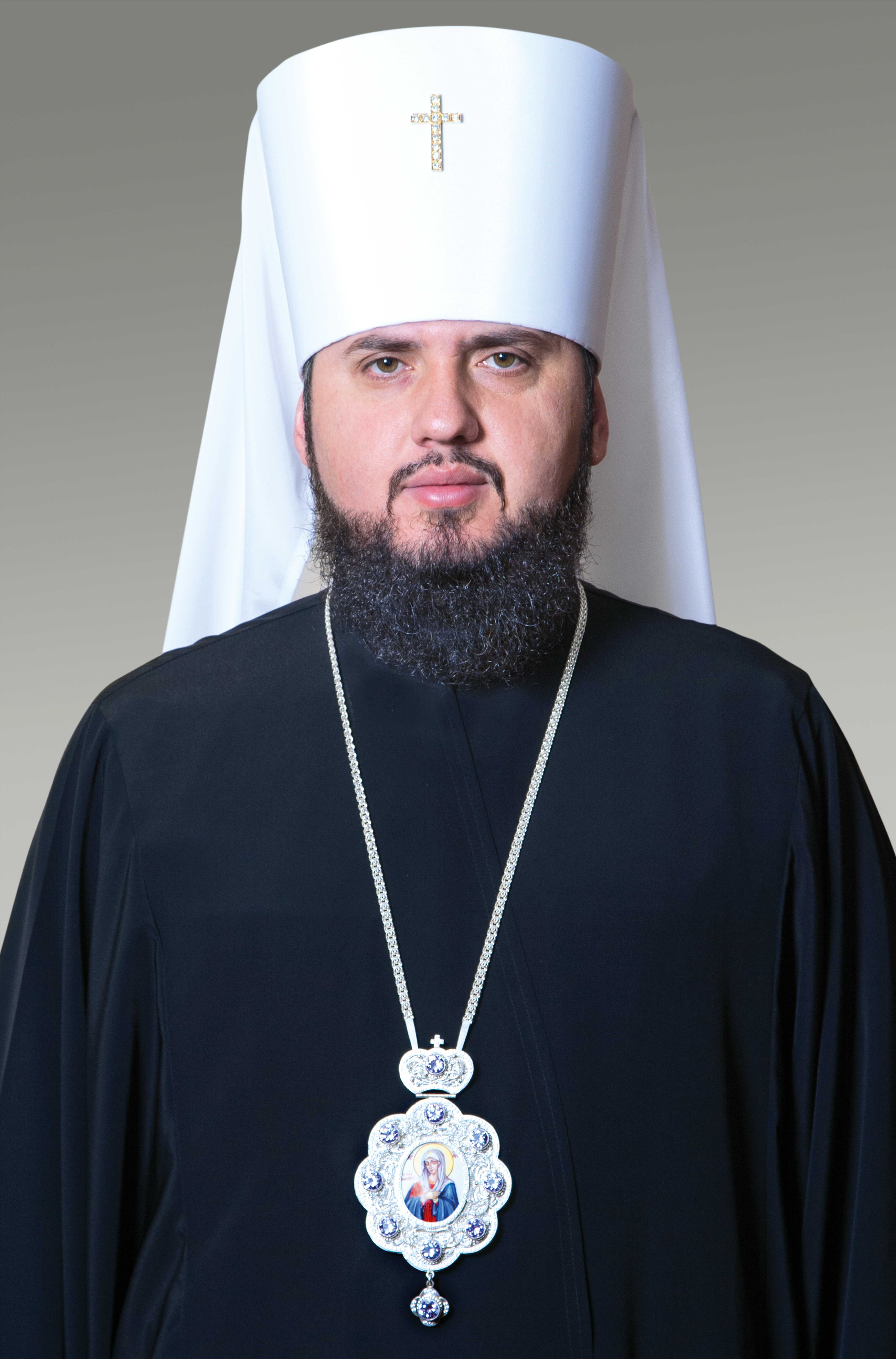
Epifanij Dumenko

 Metropolita Epifanij (na obrázku) byl v Katedrále svaté Sofie zvolen hlavou sjednocené Ukrajinské pravoslavné církve.
 Srílanský premiér Mahinda Radžapaksa rezignoval na svou funkci, aby ukončil ústavní krizi v zemi.
17. prosince – pondělí
 Národní úřad pro kybernetickou a informační bezpečnost (NÚKIB) informoval, že výrobky čínských firem Huawei a ZTE představují pro Česko bezpečností rizika. V lednu 2019 úřad vydá metodický pokyn.
 Východní pobřeží Indie zasáhl cyklón Phethai doprovázený silným větrem a intenzivními srážkami. V jeho důsledku zemřeli 2 lidé.

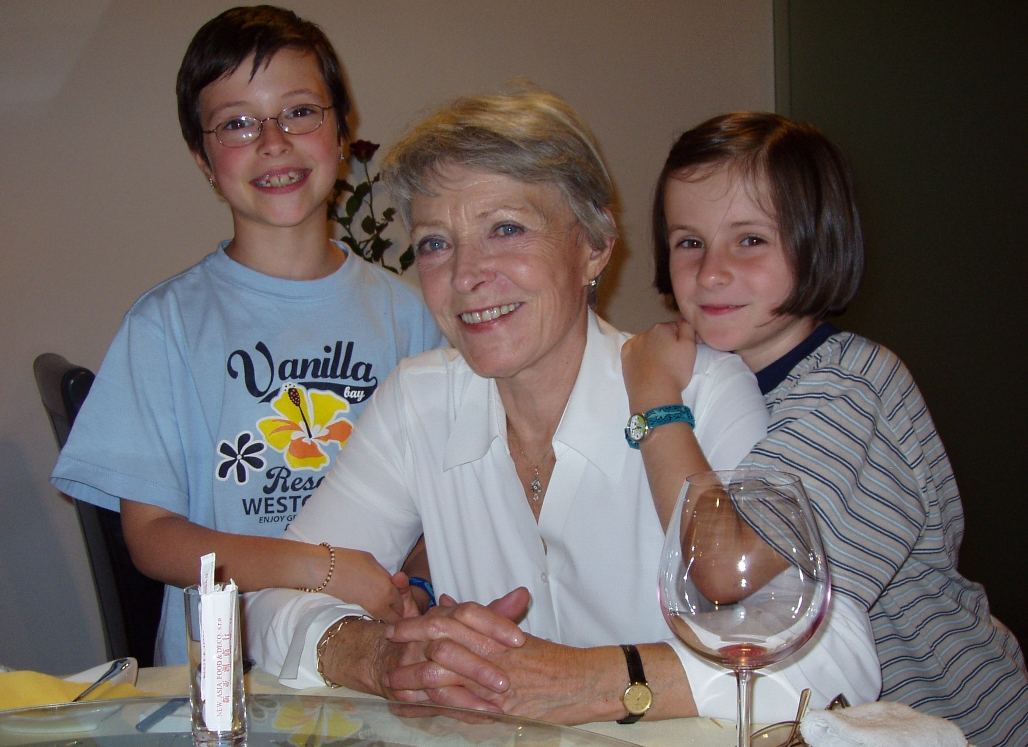
Jana Štěpánková s vnučkami

18. prosince – úterý
 ve věku 84 let zemřela herečka Jana Štěpánková (na obrázku).
19. prosince – středa
 V USA byla podána žalobu na společnost Facebook kvůli nedostatečné ochraně osobních údajů klientů, která umožnila britské poradenské firmě Cambridge Analytica podvodně získat informace o desítkách milionů uživatelů.
20. prosince – čtvrtek
 Výbuch metanu v Dole ČSM ve Stonavě na Karvinsku si vyžádal 13 mrtvých a tři vážně zraněné horníky. Báňská záchranná služba důl ČSM uzavřela a zahájila likvidaci následného požáru.
 Americký ministr obrany James Mattis rezignoval na svou funkci kvůli neshodám s prezidentem Donaldem Trumpem ohledně ukončení americké intervence v Sýrii.
21. prosince – pátek
 Spojené království vyslalo do oblasti Černého moře vojenskou loď HMS Echo (na obrázku), jako podporu Ukrajině v jejích sporech s Ruskem v otázce svobodné plavby v této oblasti.
22. prosince – sobota
 Druhé nejrušnější britské letiště, londýnský Gatwick Airport bylo od středy přes 30 hodin mimo provoz kvůli neidentifikovaným dronům, létajícím v blízkosti startovacích drah. Bylo zrušeno přes 700 letů, čímž bylo nějak postiženo více než 100 000 cestujících.
23. prosince – neděle
 V Německu byl zakázán prodej starších smartphonů od Apple kvůli patentovému sporu s Qualcomm, konkrétně iPhone 7 a iPhone 8.

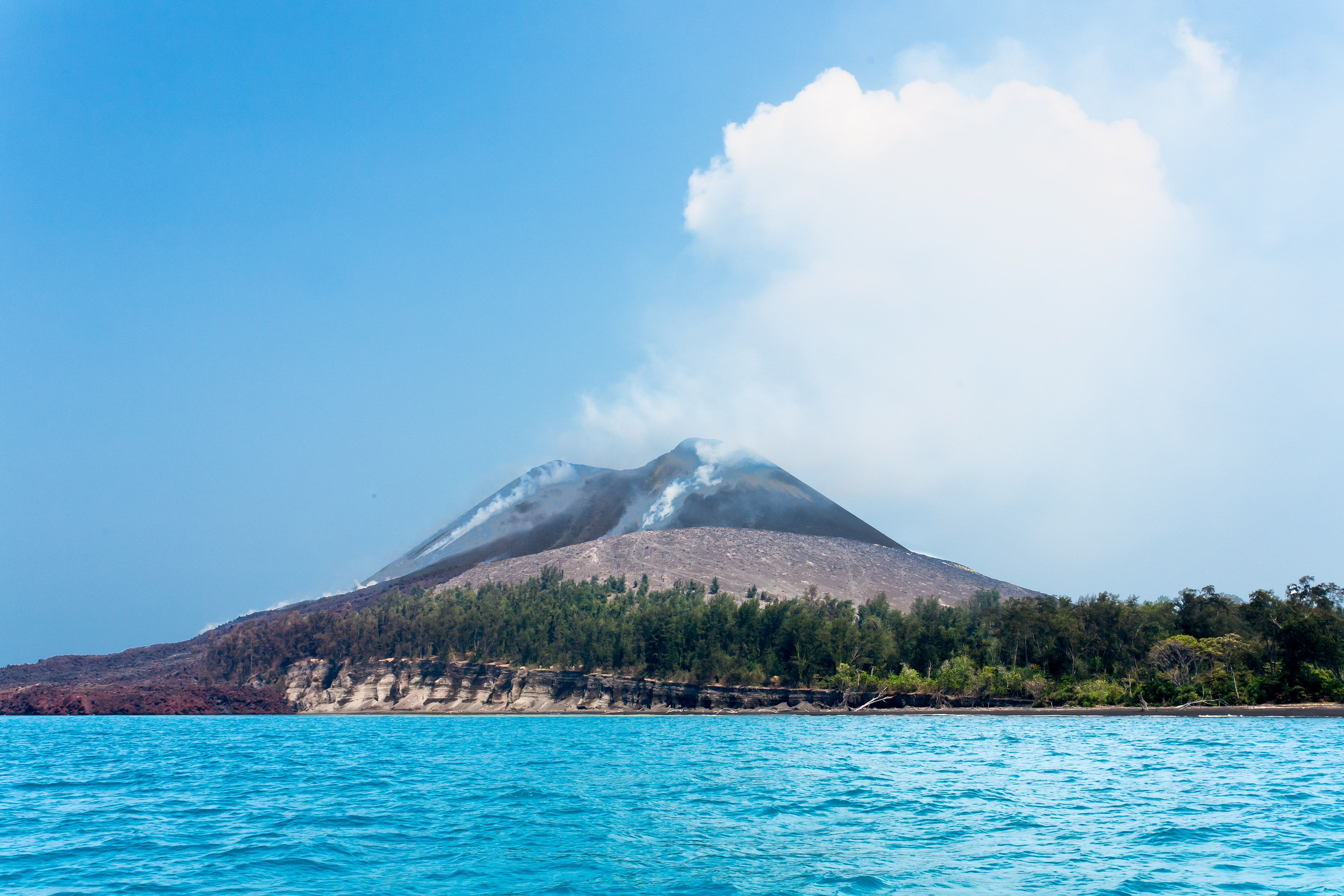
Anak Krakatau

 Tsunami v Sundském průlivu zabila přes 400 lidí a zničila stovky budov. Tsunami způsobil podmořský sesuv sopky Anak Krakatau (na obrázku).
24. prosince – pondělí

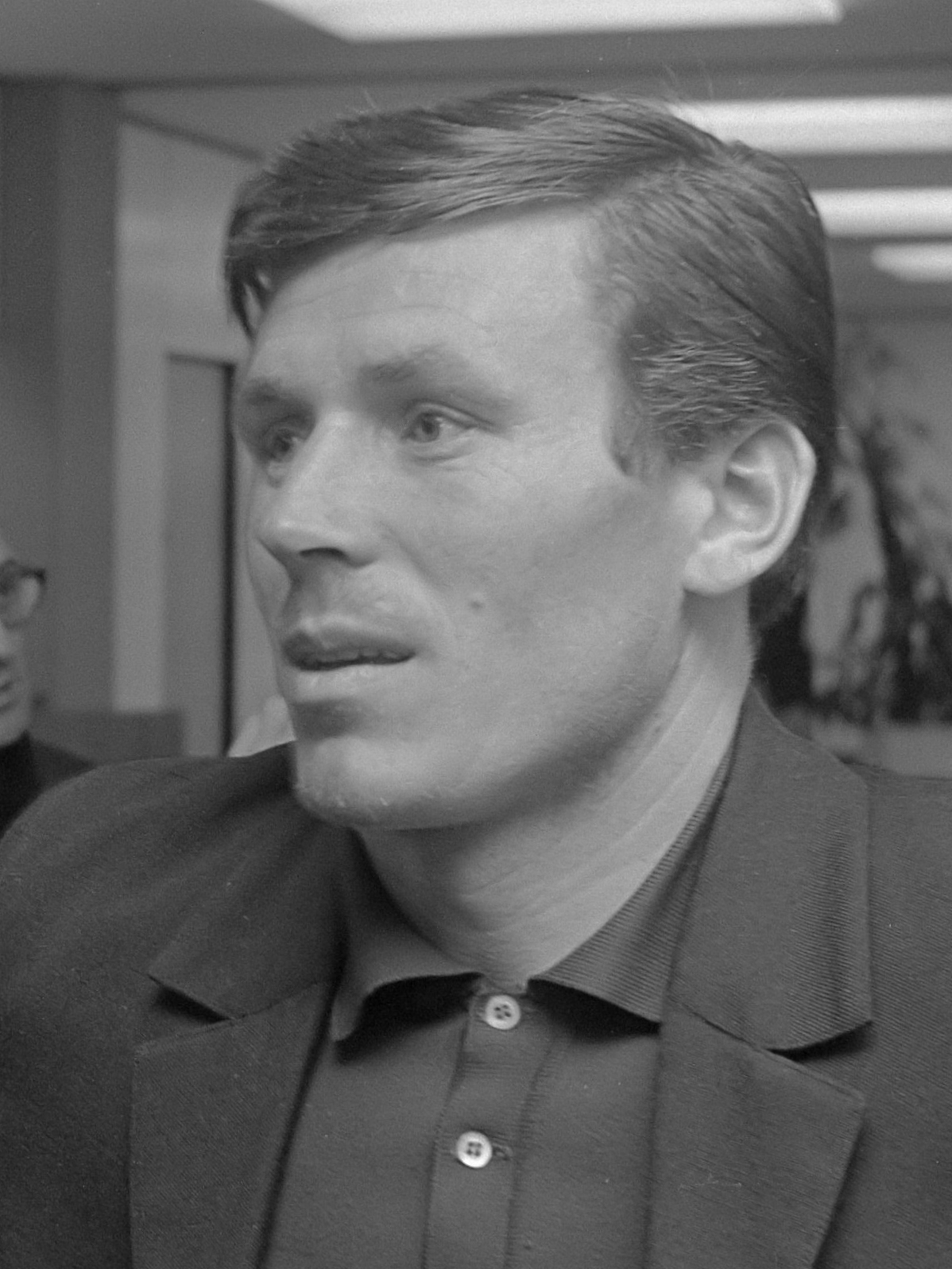
Jozef Adamec

 Zemřel fotbalista a fotbalový trenér Jozef Adamec (na obrázku), jeden z hráčů československého fotbalového mužstva, které na Mistrovství světa ve fotbale 1962 získalo stříbrné medaile.
25. prosince – úterý
 Irák vyhlásil 25. prosinec (Vánoce) za státní svátek.
26. prosince – středa
 Japonsko se rozhodlo opustit Mezinárodní velrybářskou komisi a obnovit komerční lov velryb ve svých teritoriálních vodách a ve své výlučné ekonomické zóně.
 Na Ukrajině skončil třicetidenní válečný stav, vyhlášený v reakci na incident v Kerčském průlivu.
27. prosince – čtvrtek
 Spojené arabské emiráty oznámily obnovení provozu své ambasády v Damašku, uzavřené na počátku občanské války v roce 2011.
28. prosince – pátek
 YPG vyzvala syrskou armádu k převzetí kontroly nad městem Manbidž, aby oblast „ochránila před tureckou invazí“.
 Ve věku 79 let zemřel izraelský spisovatel Amos Oz (na obrázku).
30. prosince – neděle
 Ve věku 78 let zemřel český zápasník a filmový kaskadér Karel Engel.
 Volební násilí mezi příznivci vládní bangladéšské Lidové ligy a opoziční BNP si vyžádalo nejméně patnáct mrtvých. Zahraniční korespondent BBC zaznamenal přítomnost předvyplněných volebních lístků ve městě Čitágáon.
31. prosince – pondělí
 Nejméně sedm lidí bylo zabito a 40 lidí je pohřešováno po výbuchu plynu v obytném domě v Magnitogorsku.